# 堠北庄街道
堠北庄街道，是中华人民共和国山西省长治市潞州区下辖的一个乡镇级行政单位。原为堠北庄镇，2021年改为街道办事处。

## 行政区划
截至2021年末，堠北庄街道下辖1个社区和22个行政村：
米家庄村、师庄村、张祖村、圪坨村、余庄村、神下村、坡栗村、店上村、杨暴村、北津良村、南津良村、针漳村、堠南庄村、堠北庄村、湛上村、蒋村、暴马村、七里坡村、南寨村、小庄村、崔漳村、下秦村和堠西庄村。